# Костянтин Могила

Герб Могила

Костянтин Могила (рум. Constantin Movilă, пол. Konstantyn Mohyła) з гербу Могила (? — 1612) — господар Молдови в 1606, 1607—1611 рр.

## Біографія
Походив із роду молдовських бояр Могил, багато з яких були господарями Молдовського князівства. Син господаря Ієремії Могили та Єлизавети Чомортань-Лозинської.
Перебуваючи у Речі Посполитій, отримав у 1599 році польське шляхетство і володів 4 поселеннями.
Після смерті батька 1606 недовго був господарем Молдови, але у липні 1606 його прогнав дядько Симеон Могила, який у вересні 1607 помер, залишивши господарем сина Михайла. Незабаром Константин Могила (деякий час перебував узолотопотіцькому замку) прогнав Михайла Могилу за допомогою своїх швагрів — Самійла Корецького, Михайла Вишневецького та Стефана Потоцького 19 грудня 1607 р.
1608 — отримав затвердження на престолі від султана Ахмеда I. За намовою матері, надав допомогу господарю Волощини Раду Сербану, який розбив протурецького володаря Семигороддя Габріеля Баторія, а після інтервенції турецького війська втік до Молдови. Константин Могила через Раду Сербана, можливо, встановив контакти з Габсбурґами.
Через ці події султан 1611 надав фірман на престол Молдови Стефану IX Томші. За допомогою татар і найманців той прогнав Константина Могилу, який прибув із матір'ю та боярами до Кам'янця на Поділлі і спробував 1612 повернути Молдову за допомогою родича, генерала подільських земель Стефана Потоцького, але 19 липня зазнав поразки у битві під Сасовим Рогом біля Ясс. Стефан IX Томша наказав 36 полоненим боярам стяти голови, які відправив до султана разом зі Стефаном Потоцьким та 400 полоненими поляками.
Константин Могила потрапив у полон до татарина Шах-мурзи, який повіз його до Криму. По дорозі вони потрапили у негоду, і Константин Могила втопився разом із кількома татарами при переправі через Дніпро (за іншими даними, помер у неволі в Стамбулі в 1612 році).